# 17969 Труонг
17969 Труонг (17969 Truong) — астероїд головного поясу, відкритий 10 травня 1999 року.
Тіссеранів параметр щодо Юпітера — 3,423.